# Germscheid (Asbach)
Germscheid ist ein Ortsteil der Ortsgemeinde Asbach im Landkreis Neuwied im nördlichen Rheinland-Pfalz. Der Ort ist landwirtschaftlich geprägt, entwickelt sich aber aufgrund der verkehrsgünstigen Lage zunehmend zu einem Wohnort im Sinne einer Wohngemeinde.

## Geographie
Das Dorf liegt im Niederwesterwald westlich des Hauptortes Asbach auf einer Anhöhe zwischen dem oberen Pfaffenbachtal und dem Stockhausener Bach. Im Westen grenzt Germscheid an die zur Ortsgemeinde Windhagen gehörende Ortschaft Stockhausen. Im Nordwesten grenzt Germscheid an Nordrhein-Westfalen und an die Ortsgemeinde Buchholz (Westerwald). Germscheid ist über die Landesstraße 272 mit dem Hauptort Asbach sowie mit der Bundesautobahn 3 (AS Bad Honnef/Linz) verbunden.

## Geschichte
Die erste urkundliche Erwähnung datiert aus dem Jahr 1276. Die „Vogtei Gyrmerscheid“ war ursprünglich in saynischem Besitz, um 1300 kam diese unter dem Erzbischof Wigbold an das Kurfürstentum Köln.
Während der Kurkölnischen Landesherrschaft gehörte Germscheid zum Amt Altenwied und war Teil der „Honnschaft Elsaff“. Nach einer 1660 vom Kölner Kurfürsten Maximilian Heinrich angeordneten Bestandsaufnahme hatte Germscheid neun Höfe, 1787 wurden bereits 20 Häuser mit 36 Einwohnern gezählt.
Nachdem das Rheinland 1815 zu Preußen gekommen war, gehörte Germscheid zur Gemeinde Elsaff im damals neu gebildeten Kreis Neuwied und wurde von der Bürgermeisterei Asbach verwaltet. Nach einer Volkszählung aus dem Jahr 1885 hatte Germscheid 111 Einwohner, die in 20 Häusern lebten. 1931 erhielt Germscheid eine eigene Poststelle der Klasse II im Bezirk des Postamts Asbach.
Bis zum 16. März 1974 gehörte Germscheid zu der bis dahin eigenständigen Gemeinde Elsaff, welche mit gleichem Datum aufgelöst wurde und deren Ortschaften entsprechend der ehemaligen Kirchspielzugehörigkeit den neu gebildeten Ortsgemeinden Asbach und Buchholz zugeordnet wurden. Hierbei kam Germscheid zu Asbach und gehört seitdem zur Gemarkung Elsaff-Asbach. 1987 zählte Germscheid 278 Einwohner.

## Sehenswürdigkeiten
Unter Denkmalschutz stehen:
- Die Germscheider Kapelle, ein kleiner Putzbau, der in verschiedenen Bauphasen im 18. und 19. Jahrhundert entstanden ist und der als Kriegergedächtnisstätte für die im Ersten und Zweiten Weltkrieg Gefallenen dient (Ringstraße).
Die hölzerne Marienstatue in der Kapelle stammt aus dem 15. Jahrhundert. Eine Besonderheit der Marienstatue ist, dass sie schon drei Mal gestohlen wurde.
- Ein Zweiseithof aus der zweiten Hälfte des 19. Jahrhunderts; bestehend aus einem Fachwerk-Quereinhaus (teilweise massiv) und einer Fachwerkscheune (Bonner Straße 32)
- Siehe auch: Liste der Kulturdenkmäler in Asbach (Westerwald)